# Kačanická ústava
Kačanická ústava byla ústavou Republiky Kosovo, přijatou rozpuštěným kosovským parlamentem 7. září 1990 v Kačaniku v jižní části Kosova. 
V ústavě byla Republika Kosovo definována jako demokratický stát albánského národa a národnostních menšin v ní žijících (Srbů, Muslimů, Černohorců, Bosňáků, Goranců, Romů, Turků a dalších). Republika byla definována jako integrální součást jugoslávské federace.
Na začátku podzimu 1991 byla ústava doplněna dodatkem, který umožňoval vystoupení republiky Kosovo z jugoslávské federace. Ta se nacházela již od června téhož roku v rozkladu poté, co vyhlásilo nezávislost Slovinsko, později Chorvatsko a na území Slavonie se rozhořela regulérní válka. V souvislosti s tím vyhlásil kosovský parlament 19. října 1991 nezávislost na SFRJ.

## Reakce
Tuto ústavu neuznala ani srbská vláda, ani Předsednictvo SFRJ. Kosovská vláda se pokoušela o uznání bojovat na mezinárodní scéně, nicméně její apely evropským institucím vyzněly do prázdna. Na nótu, zaslanou do sídla všech evropských institucí, nikdo neodpověděl. Kosovská republika tak byla jen republikou stínovou. Po rozpuštění kosovského parlamentu v létě 1990 rozhodoval o všech záležitostech v autonomní oblasti parlament srbský, který postupoval opačným směrem - odebral ji téměř všechny pravomoci. 
Na základě "kačanické ústavy" se konaly v květnu 1992 parlamentní a prezidentské volby. Prezidentem Kosova se stal spisovatel a intelektuál Ibrahim Rugova. 